# Hitler: Narodziny zła
Hitler: Narodziny zła – miniserial produkcji kanadyjskiej z 2003, przedstawiający, w jaki sposób Adolf Hitler doszedł do władzy po I wojnie światowej. Film koncentruje się przede wszystkim na tym, jak rozgoryczone, rozdarte politycznie i ekonomicznie niemieckie społeczeństwo pomogło wspiąć się Hitlerowi na szczyt. Pokazuje również, jak nienawiść do Żydów stała się centrum posłannictwa politycznego Hitlera w Niemczech i trafiła na szeroki oddźwięk wśród narodu niemieckiego.

## Obsada
- Robert Carlyle jako Adolf Hitler
- Stockard Channing jako Klara Hitler
- Jena Malone jako Geli Raubal
- Julianna Margulies jako Helene Hanfstaengl
- Matthew Modine jako Fritz Gerlich
- Liev Schreiber jako Ernst Hanfstaengl
- Peter Stormare jako Ernst Röhm
- Friedrich von Thun jako Erich Ludendorff
- Peter O’Toole jako Paul von Hindenburg
- Jiří Datel Novotný jako Von Lossow
- Zoe Telford jako Eva Braun
- Terence Harvey jako Gustav von Kahr
- Justin Salinger jako Joseph Goebbels
- Chris Larkin jako Hermann Göring
- James Babsen jako Rudolf Hess
- Patricia Netzer jako Sophie Gerlich
- Harvey Friedman jako Friedrich Hollaender
- Nicole Marischka jako Blandine Ebinger
- Julie-Ann Hassett jako Angela Hitler
- Thomas Sangster jako Hitler w wieku 10 lat
- Simon Sullivan jako Hitler w wieku 17 lat
- Robert Glenister jako Anton Drexler
- Ian Hogg jako Alois Hitler
- Liliana Komorowska jako baronowa